# Bulbophyllum othonis
Bulbophyllum othonis är en orkidéart som först beskrevs av Carl Ernst Otto Kuntze, och fick sitt nu gällande namn av Johannes Jacobus Smith. Bulbophyllum othonis ingår i släktet Bulbophyllum och familjen orkidéer.
Artens utbredningsområde är Filippinerna. Inga underarter finns listade i Catalogue of Life.